# Berwyn (Nebraska)
Berwyn és una població dels Estats Units a l'estat de Nebraska. Segons el cens del 2000 tenia 134 habitants.

## Demografia
Segons el cens del 2000, Berwyn tenia 134 habitants, 46 habitatges, i 33 famílies. La densitat de població era de 199 habitants per km².
Dels 46 habitatges en un 50% hi vivien nens de menys de 18 anys, en un 67,4% hi vivien parelles casades, en un 2,2% dones solteres, i en un 26,1% no eren unitats familiars. En el 23,9% dels habitatges hi vivien persones soles el 13% de les quals corresponia a persones de 65 anys o més que vivien soles. El nombre mitjà de persones vivint en cada habitatge era de 2,91 i el nombre mitjà de persones que vivien en cada família era de 3,47.
Per edats la població es repartia de la següent manera: un 37,3% tenia menys de 18 anys, un 6% entre 18 i 24, un 29,1% entre 25 i 44, un 21,6% de 45 a 60 i un 6% 65 anys o més.
L'edat mediana era de 29 anys. Per cada 100 dones de 18 o més anys hi havia 100 homes.
La renda mediana per habitatge era de 29.375 $ i la renda mediana per família de 31.750 $. Els homes tenien una renda mediana de 24.000 $ mentre que les dones 15.833 $. La renda per capita de la població era de 13.288 $. Aproximadament el 8,6% de les famílies i l'11,9% de la població estaven per davall del llindar de pobresa.

## Poblacions més properes
El següent diagrama mostra les poblacions més properes.